# Goran Galešić
Goran Galešić (Banja Luka, 11 maart 1989) is een Bosnisch voetballer die momenteel onder contract staat Sheriff Tiraspol.